# Чернещина (Берестинський район)
Черне́щина (Орчикова Чернетчина)— село в Україні, у колишньому Берестинському районі Харківської області. Населення становить 950 осіб. До 2020 орган місцевого самоврядування — Чернещинська сільська рада.
Після ліквідації Зачепилівського району 19 липня 2020 року село увійшло до Красноградського (Берестинського) району.

## Географія
Село Чернещина знаходиться на правому березі річки Орчик, нижче за течією на відстані 1 км розташоване село Рунівщина, на протилежному березі — села Новоселівка та Романівка.

## Історія
- 1750 — дата заснування.

## Населення
Згідно з переписом УРСР 1989 року чисельність наявного населення села становила 1104 особи, з яких 479 чоловіків та 625 жінок.
За переписом населення України 2001 року в селі мешкало 929 осіб.

### Мова
Розподіл населення за рідною мовою за даними перепису 2001 року:
| Мова       | Відсоток |
| ---------- | -------- |
| українська | 96,42 %  |
| російська  | 2,95 %   |
| вірменська | 0,53 %   |

## Економіка
- Молочно-товарна і птахо-товарна ферми.
- КСП «УКРАЇНА».

## Об'єкти соціальної сфери
- Школа.
- Фельдшерсько-акушерський пункт.
- Дитячий садочок.

## Визначні пам'ятки
- Братська могила радянсьских воїнів. Похований 21 воїн, які загинули у 1941 і 1943 роках.
- Пам'ятник землякам, що загинули у Великій вітчизняній війні. Встановлений у 1975 році[5].

## Видатні особистості
- Веклич Володимир Пилипович (1938—1993)[6][7] — винахідник першого у світі[8] тролейбусного поїзду[9][10].